# Langenlonsheim
Langenlonsheim – miejscowość i gmina w Niemczech, w kraju związkowym Nadrenia-Palatynat, w powiecie Bad Kreuznach, siedziba gminy związkowej Langenlonsheim-Stromberg. Do 31 grudnia 2019 siedziba gminy związkowej Langenlonsheim.